# Broczyna
Broczyna (kaszb. Bròczënô) – wieś w Polsce położona w województwie pomorskim, w powiecie bytowskim, w gminie Trzebielino. Wieś jest częścią składową sołectwa Bożanka.
W latach 1975–1998 miejscowość administracyjnie należała do województwa słupskiego.
Wieś powstała w 1565 roku, należała do rodu Zitzewitzów.
Na terenie Broczyny działalność duszpasterską prowadzą: Kościół Rzymskokatolicki i Kościół Zielonoświątkowy w RP (zbór w Broczynie).

## Zabytki
Według rejestru zabytków NID na listę zabytków wpisany jest zespół dworski z k. XIX w., nr rej.: A-236 z 30.11.1986: dwór i park.